# 여류왕위전
여류왕위전(女流王位戦)은 신문3사연합, 일본쇼기연맹, 일본여자프로쇼기협회(LPSA) 주최의 쇼기 기전이다. 도전기 형식의 여류 타이틀전(백령전, 청려전, 마이나비 여자오픈, 여류왕좌전, 여류명인전, 여류왕위전, 여류왕장전, 쿠라시키토우카전) 중 서열 6위이다.

## 개요
종래에 여류왕장전의 주최사 중 하나였던 홋카이도 신문 등이 중심이 되어, 같은 신문3사연합이 주최하는 왕위전의 자매기전으로서 1989년 가을에 창설되었다. 대회 방식도 일부 세부적인 부분의 차이를 제외하면 왕위전의 방식을 그대로 답습하고 있다. 창설 당시에 기존의 여류기전은 타이틀전 번기 대국도 도쿄 쇼기회관에서 치러지는 경우가 대부분이었던 것에 비해, 지방지 연합이 주최하는 기전이라는 특성상 전국을 순회하면서 대국을 실시하였고, 번기승부의 제한시간을 각 4시간으로 여류 기전 중 가장 긴 시간을 채택하는 등의 새로운 시도를 보여주었다.

## 방식
예선, 도전자결정리그를 통해 도전자를 선발하며, 도전자와 여류왕위가 5~6월에 5번기를 두어 승자가 차기 여류왕위가 된다.

### 예선
여류왕위와 시드자를 제외한 현역 여류기사 전원이 참가한다. 단판 싱글 엘리미네이션 토너먼트 방식으로 진행되며, 예선 통과자는 6명이다. 제한시간은 각 2시간이다.

### 도전자결정리그
전년도 리그 잔류자 6명과 예선 통과자 6명 도합 12명이 홍(紅)/백(白) 두 조로 나뉘어 리그전을 진행한다. 동률이 발생할 경우에는 직접 대결의 성적이 우선시되고, 그럼에도 동률일 경우에는 전기 성적에 의해 순위를 결정한다. 각 조의 상위 3명은 리그에 잔류하게 되어 다음 기 예선이 면제된다. 제한시간은 각 3시간이다.

### 도전자결정전
홍/백 각 조의 1위가 단판 승부를 하여 승자가 도전권을 획득한다. 제한시간은 각 3시간이다.

### 도전기
여류왕위와 도전자가 5번기를 두어서 승자가 차기 여류왕위가 된다. 제한시간은 각 4시간이다.

## 영세칭호
여류 왕위 타이틀을 통산 5기 획득한 여류기사에게 "퀸 왕위"의 칭호가 주어진다.

## 역대 결승 결과
※ 전적은 우승자 기준으로 O = 승, X = 패, 千 = 천일수, 持 = 지쇼기를 나타낸다.
| 기 | 연도 | 우승자          | 전적   | 준우승자        | 비고                |
| -- | ---- | --------------- | ------ | --------------- | ------------------- |
| 1  | 1990 | 나카이 히로에   | OOO    | 하야시바 나오코 |                     |
| 2  | 1991 | 나카이 히로에   | OOO    | 우에무라 마리   |                     |
| 3  | 1992 | 나카이 히로에   | OOO    | 하야시바 나오코 |                     |
| 4  | 1993 | 시미즈 이치요   | OXOO   | 나카이 히로에   |                     |
| 5  | 1994 | 시미즈 이치요   | OOO    | 나카이 히로에   |                     |
| 6  | 1995 | 시미즈 이치요   | OOO    | 야우치 리에코   |                     |
| 7  | 1996 | 시미즈 이치요   | OOXO   | 이시바시 사치오 |                     |
| 8  | 1997 | 야우치 리에코   | XOOXO  | 시미즈 이치요   |                     |
| 9  | 1998 | 시미즈 이치요   | XOOO   | 야우치 리에코   | 시미즈 퀸 왕위 획득 |
| 10 | 1999 | 시미즈 이치요   | OOXO   | 우스이 료코     |                     |
| 11 | 2000 | 시미즈 이치요   | OOO    | 우스이 료코     |                     |
| 12 | 2001 | 시미즈 이치요   | XXOOO  | 나카이 히로에   |                     |
| 13 | 2002 | 시미즈 이치요   | OOO    | 이시바시 사치오 |                     |
| 14 | 2003 | 시미즈 이치요   | XOOO   | 나카이 히로에   |                     |
| 15 | 2004 | 시미즈 이치요   | OOO    | 야우치 리에코   |                     |
| 16 | 2005 | 시미즈 이치요   | OXOO   | 나카이 히로에   |                     |
| 17 | 2006 | 시미즈 이치요   | OOXO   | 이시바시 사치오 |                     |
| 18 | 2007 | 이시바시 사치오 | OXOXO  | 시미즈 이치요   |                     |
| 19 | 2008 | 이시바시 사치오 | OOXXO  | 시미즈 이치요   |                     |
| 20 | 2009 | 시미즈 이치요   | XOOXO  | 이시바시 사치오 |                     |
| 21 | 2010 | 카이 토모미     | OOXO   | 시미즈 이치요   |                     |
| 22 | 2011 | 카이 토모미     | OOXXO  | 시미즈 이치요   |                     |
| 23 | 2012 | 사토미 카나     | OOO    | 카이 토모미     |                     |
| 24 | 2013 | 카이 토모미     | OXOXO  | 사토미 카나     |                     |
| 25 | 2014 | 카이 토모미     | 千XOOO | 시미즈 이치요   |                     |
| 26 | 2015 | 사토미 카나     | OOO    | 카이 토모미     |                     |
| 27 | 2016 | 사토미 카나     | OOO    | 이와네 시노부   |                     |
| 28 | 2017 | 사토미 카나     | OXOXO  | 이토 사에       |                     |
| 29 | 2018 | 와타나베 마나   | OXOO   | 사토미 카나     |                     |
| 30 | 2019 | 사토미 카나     | OXOO   | 와타나베 마나   | 사토미 퀸 왕위 획득 |
| 31 | 2020 | 사토미 카나     | OOO    | 카토 모모코     |                     |
| 32 | 2021 | 사토미 카나     | OOO    | 야마네 코토미   |                     |

### 내용주
1. ↑  남성 프로 기전인 왕위전과 동일하다
2. ↑  일반적으로 신문3사연합은 홋카이도신문사, 주니치신문사, 니시닛폰신문사 등 3개 회사의 연합인 "블록지3사연합"을 의미하나, 쇼기의 왕위전, 여류왕위전 및 바둑의 천원전의 주최사로서의 신문3사연합은 홋카이도신문사 발행의 홋카이도 신문, 주니치신문사 발행의 주니치 신문/도쿄 신문, 니시닛폰신문사 발행의 니시닛폰신문에 고베신문과 도쿠시마신문이 더해진 5개 회사 6개 신문의 연합을 가리킨다.
3. ↑  현재에도 여류 기전 중 제한시간 3시간이 넘는 대국은 여류왕위전 5번기가 유일하다.

### 참고 문헌
1. ↑  女流王位戦｜棋戦｜日本将棋連盟
2. ↑  “よくある質問-プロ棋戦の規定などに関するご質問-女流棋士の永世称号の規定はどうなっているのでしょうか。”. 일본쇼기연맹. 2019년 11월 6일에 확인함.